# Xanthorhoe shetlandica
Xanthorhoe shetlandica är en fjärilsart som beskrevs av Bevan S. Weir 1880. Xanthorhoe shetlandica ingår i släktet Xanthorhoe och familjen mätare. Inga underarter finns listade i Catalogue of Life.